# Chevauchée de Lencastre de 1346
O chevauchée de Lancaster de 1346 foi uma sequência de ataques comandados por Henrique, conde de Lancaster, no sudoeste da França no decorrer do outono de 1346, como parte da Guerra dos Cem Anos.
O ano havia iniciado com um "grande"  exército francês sob o comando de João, duque da Normandia, filho e herdeiro do rei Filipe VI, sitiando a cidade estrategicamente importante de Aiguillon, na Gasconha. Lancaster recusou a batalha e assediou as linhas de suprimentos francesas, evitando que Aiguillon fosse bloqueado. Após um sitio de cinco meses, os franceses receberam ordens para enfrentar o principal exército inglês, que em 12 de julho desembarcou na Normandia sob Eduardo III da Inglaterra e iniciou a campanha de Crécy.